# Magnolia officinalis
Magnolia officinalis — вид рослин з родини Магнолієві (Magnoliaceae), що походить з Китаю. Росте в долинах і на схилах гір, на висотах від 300 до 1500 м над рівнем моря.

## Ідентифікація
Це листопадне дерево, що виростає до 20 м заввишки. Кора коричнева, товста, але не розтріскується. Листя широке, яйцеподібне, 20–40 см завдовжки і 11–20 см завширшки. Квіти запашні, 10–15 см завширшки, зазвичай мають 9–12 (рідше до 17) білих пелюсток, з’являються з травня по червень (після розпускання листя).
В даного виду налічують два різновиди:
- Magnolia officinalis var.officinalis, що має листя з гострою верхівкою.
- Magnolia officinalis var.biloba, що має дволопатеве листя (з виїмкою на верхівці). Цей різновид не виявлено в дикій природі, він відомий лише в культурі.

Magnolia officinalis не дуже відрізняється від Магнолії оберненояйцевидної. Єдина стала різниця між ними полягає в тому, що плодовий агрегат M. officinalis має округлу основу, тоді як у M. obovata основа гостра.

## Використання
Надзвичайно ароматичну кору очищують від гілок та коренів і використовують у традиційній китайській медицині, де вона відома як «хоу по» (кит.: 厚朴). Традиційними показами до використання є усунення мокротиння та зняття набряків.
Сьогодні основна частина кори як лікарської сировини постачається не з дикої природи, а з спеціально культивованих дерев.

## Фармацевтичний потенціал
Кора містить магнолол і хонокіол, дві поліфенольні сполуки, які були продемонстровані як агоністи гамма-рецептора, що активуються проліфератором пероксисоми. Доклінічні дослідження оцінили їх різноманітне потенційне застосування, включаючи антиоксидантні, протизапальні, протипухлинні та протимікробні властивості.

## Галерея

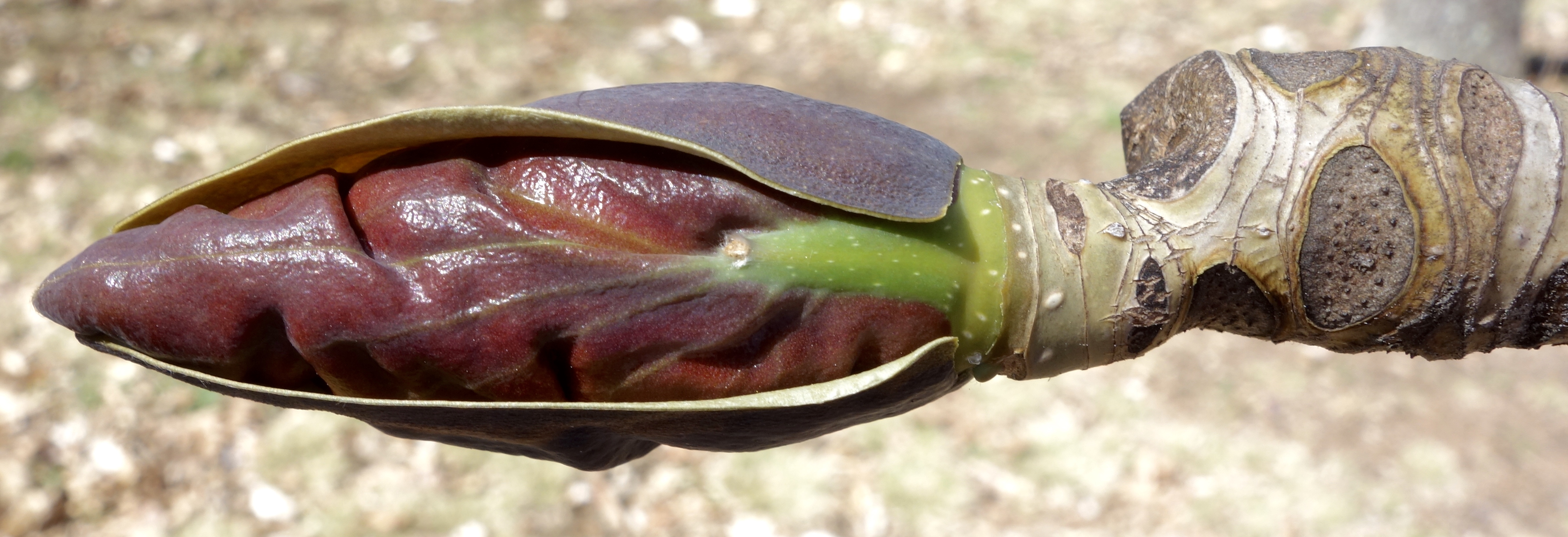
Бутон